# Stadium Arcadium
Stadium Arcadium a Red Hot Chili Peppers első dupla nagylemeze.

## Számok

### Disc 1: Jupiter
1. "Dani California" – 4:43
2. "Snow ((Hey Oh))" – 5:34
3. "Charlie" – 4:37
4. "Stadium Arcadium" – 5:15
5. "Hump de Bump" – 3:33
6. "She's Only 18" – 3:25
7. "Slow Cheetah" – 5:19
8. "Torture Me" – 3:44
9. "Strip My Mind" – 4:19
10. "Especially in Michigan" – 4:00
11. "Warlocks" – 3:25
12. "C'mon Girl" – 3:48
13. "Wet Sand" – 5:09
14. "Hey" – 5:39

### Disc 2: Mars
1. "Desecration Smile" – 5:02
2. "Tell Me Baby" – 4:07
3. "Hard to Concentrate" – 4:02
4. "21st Century" – 4:22
5. "She Looks to Me" – 4:06
6. "Readymade" – 4:30
7. "If" – 2:52
8. "Make You Feel Better" – 3:51
9. "Animal Bar" – 5:25
10. "So Much I" – 3:44
11. "Storm in a Teacup" – 3:45
12. "We Believe" – 3:36
13. "Turn It Again" – 6:06
14. "Death of a Martian" – 4:24